# عبد الرحمن دغريري
عبد الرحمن دغريري لاعب كرة قدم سعودي محترف ، يلعب حارس مرمى في نادي نيوم.

## مسيرة اللاعب
لعب سابقاً لأندية حطين و الاتحاد و هجر و ضمك و وقع مع الفيحاء في عام 2016 و وقع مع نادي الحزم في عام 2018 و عاد إلى نادي حطين في عام 2019 و انتقل إلى نادي الشعلة مطلع عام 2020 وانتقل إلى نادي نيوم في صيف عام 2023.

## الحياة الشخصية
عبد الرحمن هو شقيق اللاعب يحيى دغريري.

## الحارس ولد عم اللاعب يحيى دغريري
1. 1 2  http://www.slstat.com/spl2017-2018en/player.php?id=1434 نسخة محفوظة 2023-05-21 على موقع واي باك مشين.
2. ↑  اللاعب عبد الرحمن دغريري على موقع كووورة.
3. ↑  https://int.soccerway.com/players/abdulrahman-dagriri/370209/ نسخة محفوظة 2025-01-02 على موقع واي باك مشين.

## روابط خارجية
- عبد الرحمن دغريري على موقع قاعدة بيانات كرة القدم.إي يو (الإنجليزية)
- عبد الرحمن دغريري على موقع كووورة